# Allonothrus pyriformis
Allonothrus pyriformis är en kvalsterart som först beskrevs av Berlese 1913.  Allonothrus pyriformis ingår i släktet Allonothrus och familjen Trhypochthoniidae. Inga underarter finns listade i Catalogue of Life.